# Distrito de Caraș-Severin
Caraș-Severin (Krassó-Szörény en húngaro, Karaš-Severin/Караш Северин en serbocroata)   es un distrito (județ) situado en la zona sudoccidental de Rumanía, en la región de Banato. Tiene una superficie de 8.514 km² (3,6% de la superficie total del país) y una población de 333.219 habitantes (2002), con una densidad de 39 habitantes/km².

## Geografía
Caraș-Severin limita con los distritos rumanos de Timiș, Hunedoara, Mehedinţi y Gorj, y tiene frontera con el estado de Serbia a lo largo del curso del río Danubio.
Sus ciudades más importantes son Reşiţa (capital), Caransebeş, Bocşa, Oraviţa, Moldova Nouă, Oţelu Roşu, Anina, Băile Herculane.
El relieve montañoso constituye el 65% de la superficie de Caraș-Severin y crece en altitud de oeste a este, culminando en los Montes Godeanu, con alturas de entre 1.600 y 2.200 metros. El punto más elevado es el Pico Gugu, con 2.291 metros. 
El clima es de tipo continental moderado, con influencias submediterráneas. La temperatura media anual varía en función de la altitud, siendo de unos 11-12 °C en la zona de colinas y llanuras, y 4-9 °C en las áreas elevadas. Las precipitaciones van desde 700 mm/m² en las zonas bajas a 1400 mm/m² en los Montes de Godeanu.

## Datos históricos
- 102 d C. se levanta el asentamiento romano Tibiscum
- 1289 la localidad Caransebeş aparece en los documentos con el nombre de Opidum.
- 1718 como consecuencia de la Paz de Passarowitz, la región de Banato queda bajo dominio del Imperio austrohúngaro.
- 1769 se abren centros metalúrgicos en Reşiţa, y en 1771 comienzan a funcionar los primeros altos hornos del territorio de Rumania.
- 1783 la ciudad de Caransebeș se convierte en la sede del Obispado Ortodoxo.
- 1817 se inaugura en Oraviţa el primer teatro permanente del sudoeste de Europa

## Monumentos y lugares de interés
- Băile Herculane - Uno de los balnearios más antiguos del mundo. Su existencia está documentada desde el año 153 a. C.
- Ruinas de la fortaleza medieval Mehadia
- Teatro viejo de Oraviţa
- Reserva natural de la Fuente Bigăr

En 2009 se descubre un monumento dedicado al emperador Trajano.

## Divisiones administrativas
El distrito tiene 2 ciudad con estatus de municipiu, 6 ciudades con estatus de oraș y 69 comunas.

### Ciudades con estatus demunicipiu
- Reșița
- Caransebeș

### Ciudades con estatus deoraș
- Anina
- Băile Herculane
- Bocșa
- Moldova Nouă
- Oravița
- Oțelu Roșu

### Comunas
| - Armeniş - Bănia - Băuţar - Berlişte - Berzasca - Berzovia - Bolvaşniţa - Bozovici - Brebu - Brebu Nou - Buchin - Bucoşniţa - Caraşova - Cărbunari | - Ciclova Română - Ciuchici - Ciudanoviţa - Constantin Daicoviciu - Copăcele - Cornea - Cornereva - Coronini - Dalboşeţ - Doclin - Dognecea - Domaşnea - Eftimie Murgu - Ezeriş | - Fârliug - Forotic - Gârnic - Glimboca - Goruia - Grădinari - Iablaniţa - Lăpuşnicel - Lăpuşnicu Mare - Luncaviţa - Lupac - Marga - Măureni - Mehadia | - Mehadica - Naidăş - Obreja - Ocna de Fier - Păltiniş - Pojejena - Prigor - Răcăşdia - Ramna - Rusca Montană - Ruschita - Sacu - Sasca Montană - Sicheviţa - Slatina-Timiş | - Socol - Şopotu Nou - Târnova - Teregova - Ticvaniu Mare - Topleţ - Turnu Ruieni - Văliug - Vărădia - Vermeş - Vrani - Zăvoi - Zorlenţu Mare |